# 保罗·杜特尔特
保罗·“普隆”·齐默尔曼·杜特尔特（英語：Paolo "Pulong" Zimmerman Duterte，1975年3月24日—）前达沃市副市长，前任菲律宾总统罗德里戈·杜特尔特长子。

## 早年生活
保罗·齐默尔曼·杜特尔特1975年3月24日出生于达沃市。 他是前总统罗德里戈·杜特尔特和前妻伊丽莎白·齐默尔曼的长子。其胞妹萨拉·杜特尔特為现任菲律賓副總統。

## 个人生活
杜特尔特與洛芙丽·桑空拉（Lovelie Sangkola）结过一次婚，与其产下3名子女：奥马尔·文森特·杜特尔特（生于1994年1月26日），罗德里戈·杜特尔特二世（生于1998年2月23日）和伊莎贝尔·洛芙丽·杜特尔特（生于2000年1月26日）。他们在2005年正式分开，后于2006年在伊斯兰宗教法院完成离婚手续。 桑空拉后来嫁给了某个RJ Sumera，而保罗不久后与他的长期女友杰妮纳瑞·纳瓦雷斯（January Navares）于2010年9月15日举行民间仪式结婚。 他们育有2名子女：萨宾纳·杜特尔特（生于2006年7月15日）和保罗·杜特尔特二世（生于2012年9月21日）。

## 教育背景
- 小学：菲律宾女子大学达沃校区(1981-1987年)
- 中学：菲律宾女子大学达沃校区(1987年-1991年)
- 大学：棉兰老岛大学；学位课程：BS商业银行和金融(2002年)
- 研究生研究：菲律宾东南大学；学位课程：公共管理(2009年)
- 研究生研究：西北学会大学；学位课程：医生公共行政(2015年)

## 职务
- 描笼涯长官： 达沃市 (Catalunan Grande；2007年11月15日-2013年6月30日)
- 描笼涯议员协会主席：市议员， 达沃市 (2008年1月6日-2013年6月30日)
- 副市长： 达沃市 (2013年6月30日–至今)